# توران قادری
توران قادری (زاده ۱۱ خرداد ۱۳۲۳ در زنجان) بازیگر سینما و تلویزیون اهل ایران است.

## بازیگر

### سینما
- گرگ و میش (۱۳۸۵)
- شاخه گلی برای عروس (۱۳۸۳)
- عروس فراری (۱۳۸۳)
- شیرهای جوان (۱۳۷۸)
- تابلویی برای عشق (۱۳۷۶)
- مرد کوچک (۱۳۷۶)
- تنگنا (۱۳۷۴)
- شیرین و فرهاد (۱۳۷۴)
- غزال (۱۳۷۴)
- ماه مهربان (۱۳۷۴)
- حامی (۱۳۷۳)
- رؤیای نیمه شب تابستان (۱۳۷۳)
- حمله خرچنگ‌ها (۱۳۷۱)
- لبه تیغ (۱۳۷۱)
- حسنک (۱۳۷۰)
- شتابزده (۱۳۷۰)
- دو فیلم با یک بلیت (۱۳۶۹)
- گالان (۱۳۶۹)
- آخرین مهلت (۱۳۶۸)
- ترن (۱۳۶۶)
- سایه‌های غم (۱۳۶۶)

### تلویزیون
- ۱۳۶۹ مش خیرالله صندوقچه اسرار (داریوش مودبیان)
- ۱۳۷۲ از پا نیفتاده (حسین کامران)
- ۱۳۷۴ داستان یک زندگی (کامبیز دری)
- ۱۳۷۴ وکلای جوان (بهرام کاظمی)
- ۱۳۷۴ حقیقت در آینه (اسماعیل میهن دوست)
- ۱۳۷۵ خبرنگار خارجی (محمد حسین لطیفی)
- ۱۳۷۵ سیاه، سفید، خاکستری (سیامک شایقی)
- ۱۳۷۶ چشم‌گربه‌ای (مسعود رشیدی)
- ۱۳۷۶ روزگار وصل (مسعود رشیدی)
- ۱۳۷۷ مرگ در سکوت (شهریار پارسی پور)
- ۱۳۷۷ روزگار جوانی (اصغر توسلی)
- ۱۳۷۷ راز یک خزان (فرامرز باصری)
- ۱۳۷۷ سوءتفاهم (رضا سبحانی)
- ۱۳۷۷ گل من گلی (قاسم جعفری)
- ۱۳۷۸ آژانس دوستی (بازیگر میهمان)
- ۱۳۷۸ کاشانه (قاسم جعفری)
- ۱۳۷۹ یاس‌های کوچک (حمید بهمنی)
- ۱۳۷۹ همسفر (قاسم جعفری)
- ۱۳۷۹ خواب دیدم کودکی ام را (مرتضی شاملی)
- ۱۳۷۹ این یک دادگاه نیست (اصغر توسلی)
- ۱۳۸۰ دردسر والدین (مسعود نوابی)
- ۱۳۸۱ آبی مثل دریا (ابوالقاسم معارفی)
- ۱۳۸۲ مسافری از هند (قاسم جعفری)
- ۱۳۸۲ شهر باران (سید جواد هاشمی)
- ۱۳۸۲ تب سرد (علیرضا افخمی)
- ۱۳۸۳ رسم شیدایی (اکبر خواجویی)
- ۱۳۸۷ آینه‌های نشکن (جواد اردکانی)
- ۱۳۹۰ ششمین نفر (بهمن گودرزی)

## طراح لباس
- حسنک (۱۳۷۰)
- گالان (۱۳۶۹)
- آخرین مهلت (۱۳۶۸)